# Alfred Frankenstein
Alfred Victor Frankenstein nació en 1906 fue un crítico de arte y música, autor y músico profesional, murió en 1981
Por mucho tiempo fue un crítico de música y arte para la San Francisco Chronicle. Célebre por ganar American Art, su más famoso libro es After The Hunt, un volumen que fue Trome l'Oeil, examinado a finales del siglo XIX y anticipado en el siglo XX como American Art, expuesto en las pinturas de William Harnett y John Frederick Peto. Junto a sus colegas, fue célebre por su ingenio y su falta de tolerancia y pretensión.
Previamente de ser periodista y crítico, tocaba el clarinete en la Orquesta Sinfónica de Chicago. Estuvo casado con la violinista Sylvia Lent.
También fue profesor de Historia artística en la Universidad de California en Berkeley en los 70s.

## Libros
- Frankenstein, Alfred Victor. After the hunt; William Harnett and other American still life painters, 1870-1900 por Alfred Frankenstein. Rev. ed. Berkeley, Universidad de California Press, 1969. xix, 200 p. illus., col. front. 29 cm.
- Karel Appel / editado e introducido con críticas y ensayos de Alfred Frankenstein. New York : H. N. Abrams, 1980. 191 p. : ill. (some col.); 28 x 30 cm. ISBN 0-8109-0364-4
- Pintura de América rural: William Sidney Mount, 1807-1868. Por Alfred Frankenstein. Introd. por Jane des Grange. [Washington, impreso por H.K. Press, c1968] 70 p. illus. (part col.), ports. (part col.) 27 cm.

- Datos: Q4722687